# Лондон Найтс
«Ло́ндон Найтс» (англ. London Knights) — молодёжный канадский хоккейный клуб из города Лондон, Онтарио (Канада). Основан в 1965 году. Выступает в Хоккейной лиге Онтарио (OHL), одной из трёх лиг, составляющих Канадскую хоккейную лигу (CHL).

## История
Команда получила франшизу в Хоккейной ассоциации Онтарио в сезоне 1965-66. Первоначально команда носила название «Лондон Нэшионалс». Спонсором команды стала «Торонто Мейпл Лифс». Из-за этого форма команды напоминала форму «Мейпл Лифс», только вместо слов «Торонто Мейпл Лифс» была надпись команды — «Лондон Нэшионалс».
После трёх лет спонсорство НХЛ молодёжных команд закончилось. Команду приобрёл бизнесмен Говард Дарвин (англ. Howard Darwin) за 500 000$. Дарвин хотел придать команде новый облик, и поэтому провёл конкурс на новое название команды. Лондонец Брайан Лоуги предложил имя «Рыцари» (англ. Knights), а цвета команды были изменены на зелёный, белый и золотой.
В 1986 году Говард Дарвин продал команду группе бизнесменов из Онтарио за один доллар, но сам стадион команды «Лондон-гарденс» был продан по рыночной стоимости. Новые владельцы модернизировали логотип команды и отремонтировали стадион.
В 1994 году команда была продана бизнесмену Дугу Тарри из Сент-Томаса, Онтарио. Он умер прежде, чем команда сыграла свой первый матч. «Лондон Найтс» была унаследована его сыном, который изменил название стадиона на «Лондон Айс Хаус» и изменил форму команды от традиционного зелёного, золотого и чёрного на баклажановый и бирюзовый. Сезон 1995-1996 в OHL оказался самым провальным для «Найтс» (3–60–3), но и как самый провальным в истории Канадской хоккейной лиги. Сама арена стала разваливаться, так как семья перестала вкладывать в него деньги.
В 2000 году бывшие игроки НХЛ Дейл Хантер и Марк Хантер купили «Лондон Найтс». Новые владельцы перевезли команду на новую арену «Будвайзер Гарденс» в октябре 2002 года, а также вернули (в феврале 2002 года) старую форму образца 1986-1994 года, слегка модернизовав её. После 2004 года команда стала клубом-лидером в OHL, «Найтс» четыре раза становились чемпионами лиги. Также команда выиграла свой первый Мемориальный кубок в 2005 году. В сезоне 2004-05 «Лондон Найтс» сыграли 31 (29-0-2) матч без потерь очков, тем самым побив рекорд Канадской хоккейной лиги, предыдущий рекорд 29 игр (25-0-4) принадлежал команде «Брандон Уит Кингз» из Западной хоккейной лиги с сезона 1978-79. В этом же сезоне команда установила рекорд OHL — набрав 120 очков. 
29 декабря 2013 года «Лондон Найтс» и «Плимут Уэйлерс» установили рекорд посещаемости Канадской хоккейной лиги. Игра прошла в «Комерика-Парк» (город Детройт, штат Мичиган) на открытом воздухе при 26 384 зрителях.
В 2016 году «Найтс» выиграли свой второй Мемориальный кубок.

## Известные игроки
- Игорь Бобков
- Дэйв Болланд
- Макс Доми
- Даниэль Жирарди
- Никита Задоров
- Назем Кадри
- Патрик Кейн
- Сергей Костицын
- Митч Марнер
- Марк Мето
- Олли Мяяття
- Владислав Наместников
- Рик Нэш
- Кори Перри
- Дино Сиссарелли
- Дэррил Ситтлер
- Джон Таварес
- Мэттью Ткачук
- Бо Хорват
- Брэндан Шэнахэн